# Alexander Bowen
Alexander Raphael Bowen Smith (né le 3 avril 1993) est un athlète panaméen, spécialiste du saut en hauteur.
Le 5 mai 2013, il établit son record personnel à 2,22 m, à Binghamton.
Il remporte la médaille de bronze lors des Championnats d’Amérique du Sud 2015. 